# Gennes-sur-Glaize
Gennes-sur-Glaize är en kommun i departementet Mayenne i regionen Pays de la Loire i nordvästra Frankrike. Kommunen ligger i kantonen Bierné som tillhör arrondissementet Château-Gontier. År 2018 hade Gennes-sur-Glaize 1 004 invånare.

## Befolkningsutveckling
Antalet invånare i kommunen Gennes-sur-Glaize
| Referens: INSEE |